# Brian Greenhoff
Brian Greenhoff, né le 28 avril 1953 à Barnsley et décédé le 22 mai 2013 à Rochdale, est un footballeur anglais. Il évolue en Football League avec Manchester United, Leeds United et Rochdale. Il compte 18 sélections en équipe d'Angleterre.

## Carrière en club

### Manchester United
Greenhoff s'initie au football à l'école Yorkshire Schoolboys. Repéré par Manchester United, il rejoint le club en août 1968 et y fait ses débuts en équipe première le 8 septembre 1973 face à Ipswich Town. Joueur polyvalent, il débute comme milieu de terrain avant de devenir un défenseur central réputé. Il remporte avec son club la Coupe d'Angleterre en 1977, alors qu'il forme avec Martin Buchan la charnière centrale. Greenhoff joue 271 matchs avec le club de Manchester entre 1973 et 1979, et marque 17 buts. Son frère Jimmy joue aussi pour le club
Greenhoff avait choisi de signer à Manchester United, le club de Tommy Taylor, autre natif de Barnsley, plutôt à Rotherham United, un club plus proche dirigé par Tommy Docherty. Finalement c'est Docherty, nommé manager de Manchester United en 1972, qui le fait débuter. Il est un titulaire important de la jeune équipe mise en place par Docherty. Malgré la relégation en fin de saison 1973-1974, il est nommé meilleur joueur de la saison par les supporteurs.
Utilisé généralement comme milieu de terrain du fait de ses aptitudes techniques mais plus à l'aise en défense centrale, Greenhoff évolue à peu près à tous les postes pour Manchester, y compris gardien de but en remplacement d'Alex Stepney, blessé lors d'un match face à Birmingham City. Après l'échec en finale de la Coupe d'Angleterre en 1976, où Greenhoff quitte le terrain en pleurs, ce dernier réalise probablement la meilleure saison de sa carrière en 1976-1977. Il réalise des performances remarquées, par exemple face à l'Ajax Amsterdam en Coupe UEFA, et devient titulaire en équipe d'Angleterre en défense centrale. Lors de finale de la Coupe d'Angleterre de 1977, remporté par les siens, il est l'homme du match.

### Fin de carrière
Greenhoff quitte Manchester pour Leeds United en 1979 contre une indemnité de 350 000 livres sterling, un montant record pour le club mancunien. Son passage y est relativement décevant, du fait notamment d'un problème de poids récurrent. Quand Leeds est relégué en 1982, son contrat prend fin.

Il part alors en Afrique du Sud, où il joue pour Wits University, puis à Hong-Kong où il porte le maillot de Bulova SA (en) pendant la saison 1982-1983. Enfin il joue pour le RoPs en Finlande, en 1983. 

## Équipe nationale
Greenhoff compte 18 capes en équipe d'Angleterre, ainsi qu'une en sélection B et quatre en équipe des moins de 23 ans. Il fait ses débuts en sélection A le 8 mai 1976 au Ninian Park de Cardiff face au Pays de Galles. Il marque une fois. Il honore sa dernière sélection le 31 mai 1980 lors d'un match amical face à l'Australie à Sydney

## Reconversion
Retiré du monde professionnel, Greenhoff devient entraîneur de football à un niveau régional, et se consacre également à la pratique du cricket à un niveau semi-professionnel, à Norden. 
Après sa retraite sportive, Greenhoff est régulièrement invité par les médias, pour discuter de Manchester United notamment. En 2012, il publie une autobiographie.
Il meurt le 22 mai 2013 dans sa maison de Rochdale.